# 衛懷君
衞懷君（？—前252年），姬姓，子南氏，名字无法考证，為戰國諸侯國衞國君主之一。他是衞嗣君兒子，前292年承襲衞嗣君擔任該國君主。前252年，他前往魏國朝臣，被執殺。
| 前任： 父衞嗣君 | 衞國君主 前292年--前252年 | 繼任： 弟衞元君 |